# ألدين شتكيتش
ألدين شتكيتش مواليد 21 ديسمبر 1987 في سراييفو، هو لاعب كرة مضرب بوسني بدأ مسيرته كمحترف سنة 2004 يلعب باليد اليمنى ويحتل حالياً المرتبة رقم. 213 (08 يونيو 2015) في تصنيف رابطة محترفي كرة المضرب. أعلى تصنيف له في الفردي كان المركز الـ 210 في سنة 2015.

## الخط الزمني للفردي
مفتاح
| ف | ن | ن.ن | ر.ن | د# | د.م | ل | أ.أ | ت | غ | ب | ف | ذ | م.خ | ل.ت |

(ف) فاز بالبطولة (ن) وصل النهائي (ن.ن) نصف النهائي (ر.ن) ربع النهائي (د#) الأدوار الأربعة الأولى (د.م) دور المجموعات (ل) شارك في كأس ديفيز (أ.أ) خرج من الأدوار الاولى (ت) خسر التصفيات التأهيلية (غ) غاب عن الحدث أو البطولة (ب) حصل على ميدالية برونزية (ف) حصل على ميدالية فضية (ذ) حصل على ميدالية ذهبية (م.خ) بطولة الماسترز خُفضت إلى مرتبة أقل (ل.ت) البطولة لم تعقد في السنة المعينة.
لتجنب الارتباك وازدواجية الحساب، يتم تحديث هذه المعلومات إما في نهاية البطولة، أو عندما تكون مشاركة اللاعب في البطولة قد انتهت.
| الدورة            | 2011 | 2012 | 2013 | 2014 | 2015 | ف-خ |
| ----------------- | ---- | ---- | ---- | ---- | ---- | --- |
| الجراند سلام      |      |      |      |      |      |     |
| أستراليا المفتوحة | غ    | غ    | ت1   | غ    | ت1   | 0–0 |
| فرنسا المفتوحة    | غ    | غ    | ت1   | غ    | ت1   | 0–0 |
| بطولة ويمبلدون    | غ    | غ    | ت1   | غ    | ت1   | 0–0 |
| أمريكا المفتوحة   | غ    | غ    | ت2   | غ    | ت1   | 0–0 |
| فوز-خسارة         | 0–0  | 0–0  | 0–0  | 0–0  | 0–0  | 0–0 |

## روابط خارجية
- ألدين شتكيتش على موقع رابطة محترفي التنس (الإنجليزية)
- ألدين شتكيتش على موقع الاتحاد الدولي لكرة المضرب (الإنجليزية)
- ألدين شتكيتش على موقع كأس ديفيز (الإنجليزية)
- ألدين شتكيتش على موقع خلاصة التنس.كوم (الإنجليزية)